# Robert Barro
Robert Joseph Barro, född 28 september 1944, är en amerikansk nationalekonom.
Barro studerade vid California Institute of Technology där han 1965 tog en bachelorexamen (B.S.) i fysik. Han bytte därefter till nationalekonomi och tog en doktorsexamen (Ph.D.) vid Harvard University 1970. Han är verksam som professor vid Harvard.
Barro var en av pionjärerna inom neoklassisk makroekonomi, tillsammans med Robert Lucas Jr. och Thomas J. Sargent. Denna skolbildning inom makroekonomin växte fram under 1970-talet på en mikroekonomisk grund från neoklassisk nationalekonomi.